# La Calzada de Oropesa
La Calzada de Oropesa ist eine zentralspanische Gemeinde mit 518 Einwohnern (Stand: 2024) in der Provinz Toledo der Region Kastilien-La Mancha.

## Lage und Klima
La Calzada de Oropesa liegt in der Sierra de Gredos im Westen der historischen Landschaft der La Mancha ca. 100 km (Fahrtstrecke) westlich der Stadt Toledo in einer Höhe von ca. 360 m. Durch die Gemeinde führt die Autovía A-5 von Madrid Richtung Portugal.
Das Klima im Winter ist rau, im Sommer dagegen trocken und warm; der spärliche Regen fällt überwiegend in den Wintermonaten.

## Bevölkerungsentwicklung
| Jahr      | 1900 | 1970 | 1981 | 1991 | 2001 | 2011 | 2021 |
| Einwohner | 2433 | 1548 | 772  | 732  | 587  | 558  | 513  |

Die seit den 1950er Jahren zunehmende Mechanisierung der Landwirtschaft und die Aufgabe von bäuerlichen Kleinbetrieben führten auch in der Gemeinde zu einem Kaufkraftschwund und zur Abwanderung eines Teils der Bevölkerung.

## Sehenswürdigkeiten
- Kirche Mariä Himmelfahrt (Iglesia de Nuestra Señora de la Asunción)
- Augustinerkonvent

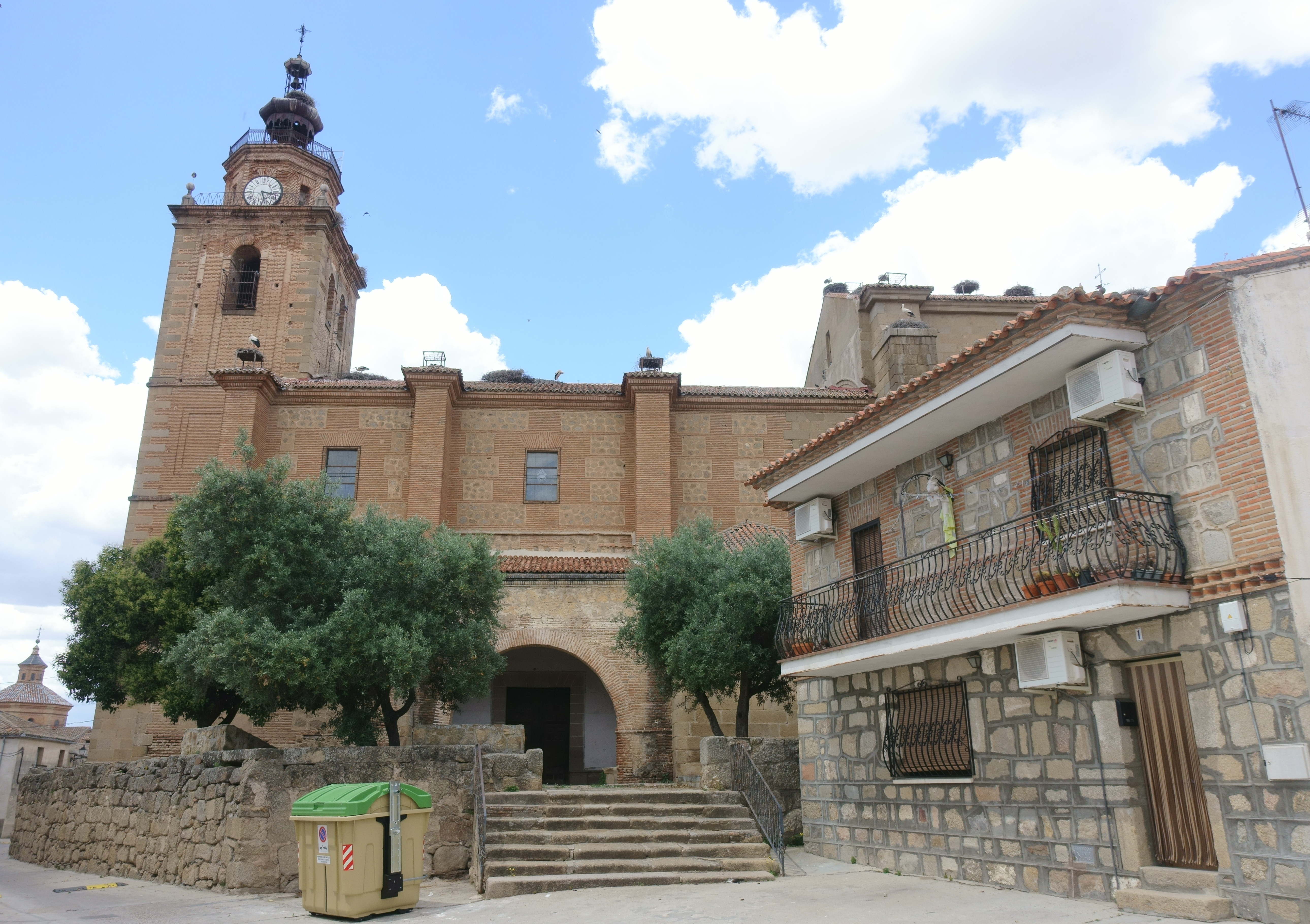
Kirche Mariä Himmelfahrt
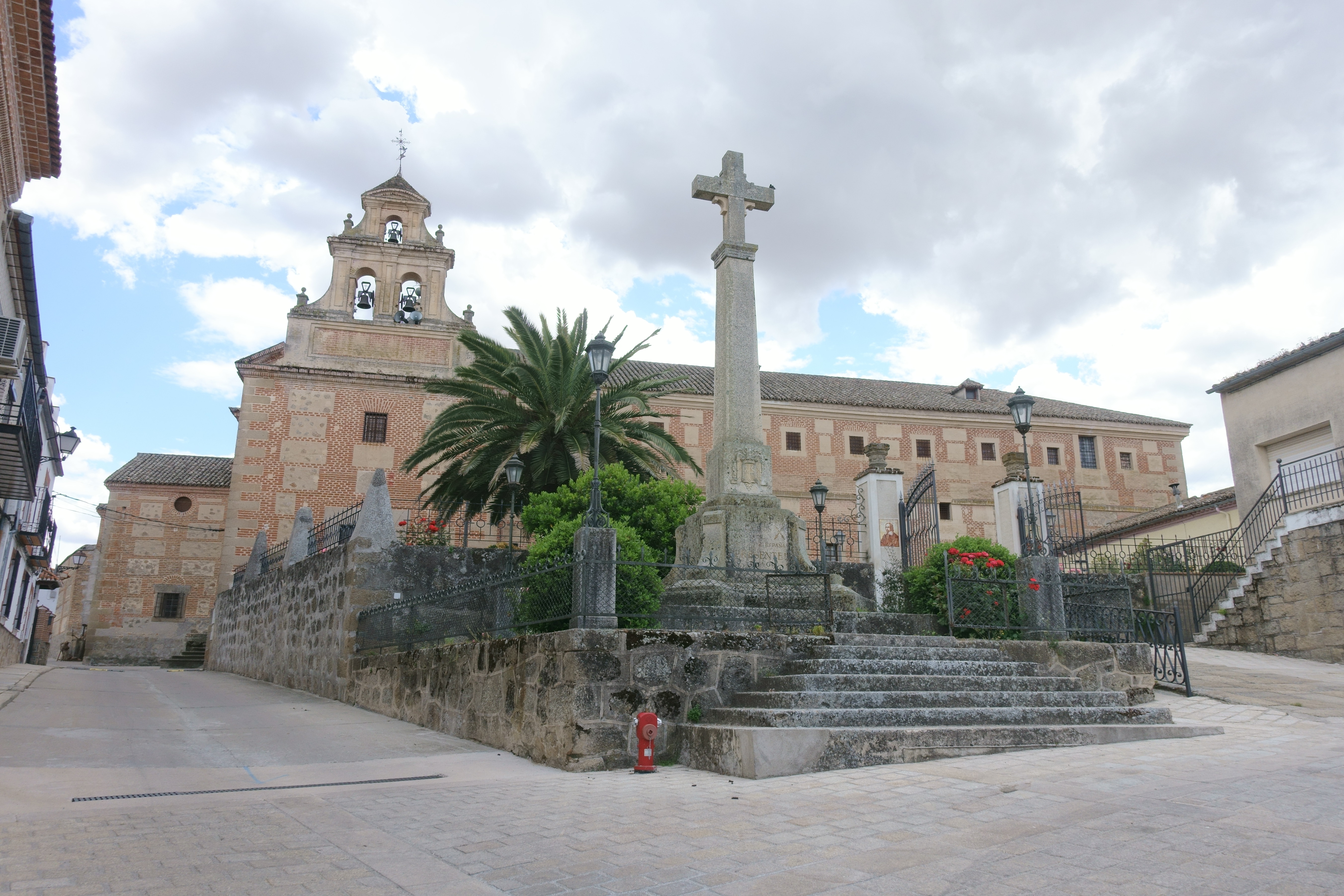
Augustinerkonvent
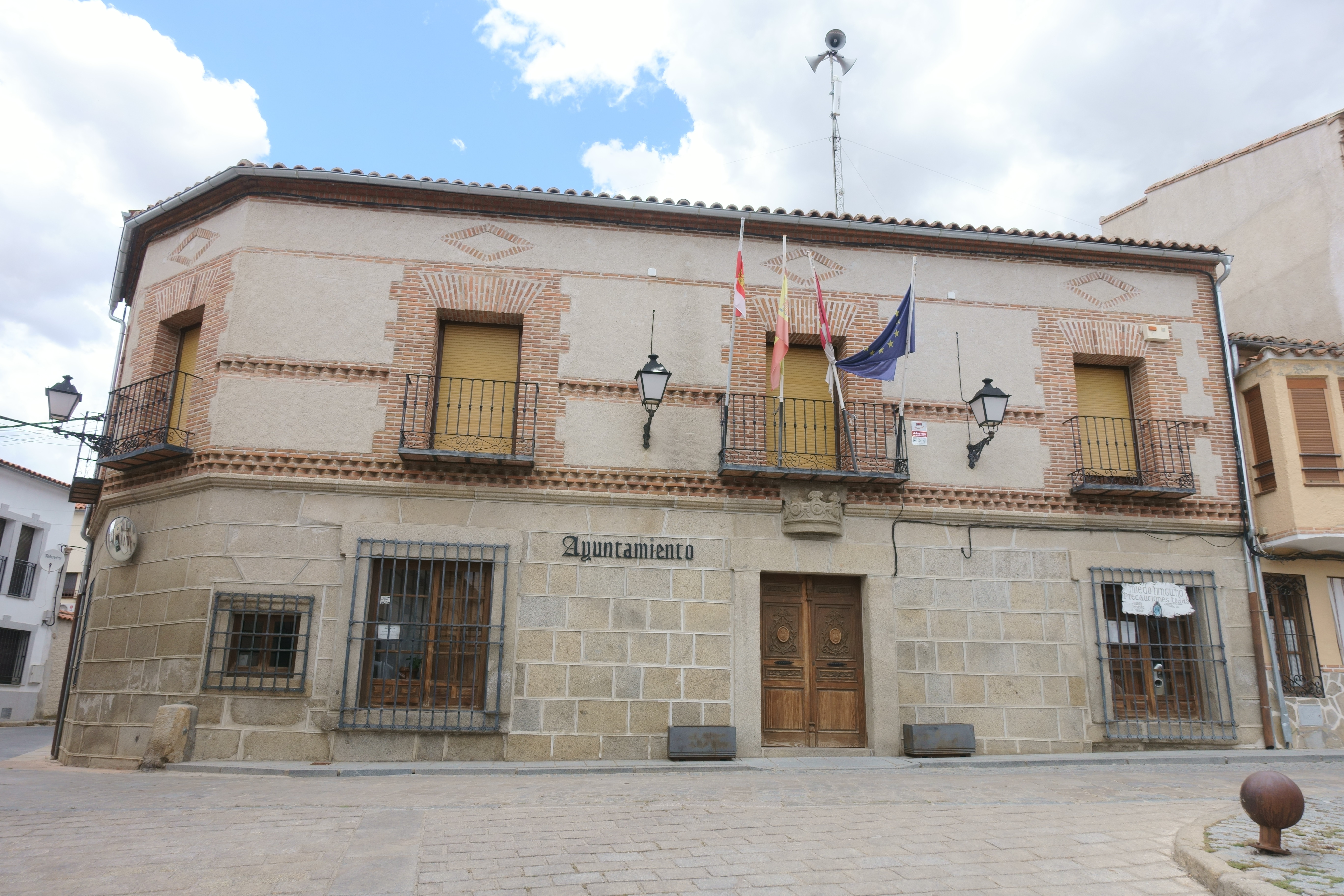
Rathaus